# Adarvalli, Sakleshpur
Adarvalli là một làng thuộc tehsil Sakleshpur, huyện Hassan, bang Karnataka, Ấn Độ.